# Saujon
Saujon és un municipi francès situat al departament del Charente Marítim i a la regió de la Nova Aquitània. L'any 2007 tenia 6.404 habitants.

## Fills il·lustres
- Anne-Arsène Charton-Demeur (1821-1902), cantant (soprano).

### Població
El 2007 la població de fet de Saujon era de 6.404 persones. Hi havia 2.981 famílies de les quals 1.045 eren unipersonals (381 homes vivint sols i 664 dones vivint soles), 1.245 parelles sense fills, 487 parelles amb fills i 204 famílies monoparentals amb fills.
La població ha evolucionat segons el següent gràfic:
Habitants censats

### Habitatges
El 2007 hi havia 3.712 habitatges, 3.060 eren l'habitatge principal de la família, 359 eren segones residències i 293 estaven desocupats. 2.969 eren cases i 731 eren apartaments. Dels 3.060 habitatges principals, 2.081 estaven ocupats pels seus propietaris, 931 estaven llogats i ocupats pels llogaters i 48 estaven cedits a títol gratuït; 73 tenien una cambra, 283 en tenien dues, 771 en tenien tres, 979 en tenien quatre i 955 en tenien cinc o més. 2.288 habitatges disposaven pel capbaix d'una plaça de pàrquing. A 1.736 habitatges hi havia un automòbil i a 875 n'hi havia dos o més.

### Piràmide de població
La piràmide de població per edats i sexe el 2009 era:
| Homes | Edats   | Dones |
| ----- | ------- | ----- |
| 8     | 95 o +  | 20    |
| 28    | 90 a 94 | 80    |
| 52    | 85 a 89 | 140   |
| 104   | 80 a 84 | 108   |
| 188   | 75 a 79 | 264   |
| 188   | 70 a 74 | 240   |
| 224   | 65 a 69 | 252   |
| 168   | 60 a 64 | 184   |
| 112   | 55 a 59 | 204   |
| 144   | 50 a 54 | 152   |
| 156   | 45 a 49 | 164   |
| 140   | 40 a 44 | 156   |
| 112   | 35 a 39 | 148   |
| 144   | 30 a 34 | 168   |
| 136   | 25 a 29 | 120   |
| 57    | 20 a 24 | 88    |
| 160   | 15 a 19 | 92    |
| 89    | 10 a 14 | 120   |
| 108   | 5 a 9   | 136   |
| 132   | 0 a 4   | 100   |

## Economia
El 2007 la població en edat de treballar era de 3.445 persones, 2.209 eren actives i 1.236 eren inactives. De les 2.209 persones actives 1.896 estaven ocupades (964 homes i 932 dones) i 312 estaven aturades (115 homes i 197 dones). De les 1.236 persones inactives 597 estaven jubilades, 216 estaven estudiant i 423 estaven classificades com a «altres inactius».

### Ingressos
El 2009 a Saujon hi havia 3.172 unitats fiscals que integraven 6.542,5 persones, la mediana anual d'ingressos fiscals per persona era de 16.949 €.

### Activitats econòmiques
Dels 426 establiments que hi havia el 2007, 2 eren d'empreses extractives, 8 d'empreses alimentàries, 12 d'empreses de fabricació d'altres productes industrials, 57 d'empreses de construcció, 115 d'empreses de comerç i reparació d'automòbils, 9 d'empreses de transport, 29 d'empreses d'hostatgeria i restauració, 3 d'empreses d'informació i comunicació, 23 d'empreses financeres, 27 d'empreses immobiliàries, 37 d'empreses de serveis, 61 d'entitats de l'administració pública i 43 d'empreses classificades com a «altres activitats de serveis».
Dels 138 establiments de servei als particulars que hi havia el 2009, 1 era una oficina d'administració d'Hisenda pública, 1 gendarmeria, 1 oficina de correu, 6 oficines bancàries, 5 funeràries, 11 tallers de reparació d'automòbils i de material agrícola, 1 taller d'inspecció tècnica de vehicles, 2 autoescoles, 12 paletes, 12 guixaires pintors, 11 fusteries, 5 lampisteries, 9 electricistes, 5 empreses de construcció, 16 perruqueries, 3 veterinaris, 16 restaurants, 16 agències immobiliàries, 2 tintoreries i 3 salons de bellesa.
Dels 56 establiments comercials que hi havia el 2009, 4 eren supermercats, 3 grans superfícies de material de bricolatge, 1 una botiga de menys de 120 m², 4 fleques, 7 carnisseries, 4 peixateries, 3 llibreries, 7 botigues de roba, 4 botigues d'equipament de la llar, 2 sabateries, 3 botigues d'electrodomèstics, 1 una botiga de mobles, 1 una botiga de material esportiu, 6 drogueries, 2 perfumeries i 4 floristeries.
L'any 2000 a Saujon hi havia 41 explotacions agrícoles que ocupaven un total de 1.204 hectàrees.

## Equipaments sanitaris i escolars
El 2009 hi havia 2 psiquiàtrics, 3 farmàcies i 1 ambulància.
El 2009 hi havia 2 escoles maternals i 2 escoles elementals. Saujon disposava d'un col·legi d'educació secundària amb 732 alumnes.

## Poblacions més properes
El següent diagrama mostra les poblacions més properes.